# Rue Émile-Bertin
La rue Émile-Bertin est une voie du 18e arrondissement de Paris, en France.

## Situation et accès
La rue Émile-Bertin est une voie publique située dans le 18e arrondissement de Paris. Sur un axe grossièrement sud-nord, elle débute au 44, boulevard Ney et se termine rue Charles-Hermite. Elle est située entre la porte d'Aubervilliers et la porte de la Chapelle, dans la zone urbaine comprise entre les boulevards des Maréchaux et le périphérique. La rue est uniquement résidentielle avec des immeubles de type habitations à bon marché (HBM).

## Origine du nom
Elle est nommée d'après Émile Bertin (1840-1924), ingénieur du génie maritime et inventeur français.

## Historique
Elle est ouverte par l'Office public d'habitations de la ville de Paris, et a pris sa dénomination actuelle en 1934, sur l'emplacement du bastion no 32 de l'enceinte de Thiers. Entre 1919 et 1929, cette ligne de fortification, devenue inutile, est rasée et souvent remplacée par des habitations à bon marché.
Elle est située dans le périmètre de la ZAC Gare des Mines-Fillettes.